# 行列式に対するライプニッツの明示公式
数学の線型代数学における行列式の明示公式 (英: explicit formula)あるいはライプニッツの公式 (英: Leibniz formula) とは、正方行列の行列式をその行列の成分と置換を用いて陽に表したものである。ゴットフリート・ライプニッツに敬意を表してこの名がある。
明示公式
n次正方行列 A に対して、その (i, j)成分を ai,j で表すと、その行列式 det(A) は次の式で表せる：
{\displaystyle \det(A)=\textstyle \sum \limits _{\tau \in S_{n}}(\operatorname {sgn} \tau )\prod \limits _{i=1}^{n}a_{i,\tau (i)}=\sum \limits _{\sigma \in S_{n}}(\operatorname {sgn} \sigma )\prod \limits _{i=1}^{n}a_{\sigma (i),i}}
ここで、Sn は n次対称群(n次置換群)を表し、Sn の元 σ に対して sgn σ は符号数と呼ばれる関数であり、σ がn次交代群(遇置換群)に属していれば 1、そうでなければ -1 という値を取る。
物理学などではレヴィ゠チヴィタ記号 ε とアインシュタインの和の規約に則り {\displaystyle \det(A)=\varepsilon _{i_{1}\cdots i_{n}}{a}_{1i_{1}}\cdots {a}_{ni_{n}}} のように表すこともよくある。
ライプニッツの公式によって行列式を定義する場合、式に従って行列式を直接計算しようとすれば、その計算量は一般に Ω(n!⋅n)—つまり計算回数は n の階乗に漸近的に比例—となる（長さ n の置換の総数は n! であったことを思い出そう）。これは n が大きければそのような計算は実用的でないことを意味している。それでも、（典型的にはガウス消去法などを通じて）LU分解 A = LU が得られているならば、計算量は O(n3) まで抑えられる—なぜならば、det(A) = det(L)det(U) であり、また L, U は三角行列であるからそれらの行列式は単に対角成分を全て掛けるだけで求められる（ただし、数値線形代数での実用的な応用で明示公式を用いることは稀である）。例えば Trefethen & Bau (1997) などを見よ。

## 特徴付け
行列式は以下の定理によって特徴付けることができる。
定理体 𝕂 上の行列環上で定義された函数 {\displaystyle F\colon M_{n}(\mathbb {K} )\to \mathbb {K} } で、列ベクトルに関して多重線型かつ交代的で、F(I) = 1 を満たすものはただ一つ存在する。ただし I は n-次単位行列。
上記の明示式で定義された函数 det は実際にこれら条件を満たすから、このような函数は存在する。逆にこれら条件から上記の明示式が出ることを見れば一意性が示せる。これにより、定理の条件を満たす函数 F が明示公式で与えられる行列式函数にほかならないことがわかるから、行列式 {\textstyle \det \colon M_{n}(\mathbb {K} )\to \mathbb {K} } を明示公式によって定義することも、定理の条件を満たす唯一の函数として定義することもできる。